# Incertella rufipleura
Incertella rufipleura är en tvåvingeart som först beskrevs av Oswald Duda 1934.  Incertella rufipleura ingår i släktet Incertella och familjen fritflugor. Inga underarter finns listade i Catalogue of Life.